# Campeonato Panamericano de Taekwondo de 2021
El XXI Campeonato Panamericano de Taekwondo se celebró en Cancún (México) en 2021 bajo la organización de la Unión Panamericana de Taekwondo.
En total se disputaron en este deporte dieciséis pruebas diferentes, ocho masculinas y ocho femeninas.

## Resultados

### Masculino
| Evento | Oro                            | Plata                          | Bronce                                                                  |
| ------ | ------------------------------ | ------------------------------ | ----------------------------------------------------------------------- |
| –54 kg | Melvy Alvarez Estados Unidos   | César Román Rodríguez · México | Paulo Melo · Brasil · Victor Santos · Brasil                            |
| –58 kg | Brandon Plaza · México         | Jefferson Ochoa · Colombia     | Jorge Ramos Machuca · Chile · David Kim · Estados Unidos                |
| –63 kg | Carlos Navarro Valdez · México | Alejandro Chang Estados Unidos | João Victor Souza · Brasil · Cristian Olivero · Chile                   |
| –68 kg | David Felipe Paz · Colombia    | Iker Casas · México            | Ignacio Morales Puentes · Chile · Hervan Nkogho · Canadá                |
| –74 kg | René Lizárraga · México        | Luis Esteban Colón Puerto Rico | José Rubén Nava · México · Joaquín Churchill · Chile                    |
| –80 kg | Carl Nickolas Estados Unidos   | Miguel Ángel Trejos · Colombia | Lucas Ostapiv · Brasil · Moisés Daniel Hernández · República Dominicana |
| –87 kg | Ícaro Miguel Martins · Brasil  | Bryan Salazar Pérez · México   | Dallas Parker · Estados Unidos · Jordan Stewart · Canadá                |
| +87 kg | Rafael Alba Castillo · Cuba    | Jonathan Healy Estados Unidos  | Robson Maia · Brasil · Carlos Sansores Acevedo · México                 |

### Femenino
| Evento | Oro                                  | Plata                               | Bronce                                                                  |
| ------ | ------------------------------------ | ----------------------------------- | ----------------------------------------------------------------------- |
| –46 kg | Andrea Ramírez Vargas · Colombia     | Brenda Costa Rica · México          | Laura Sancho · Costa Rica · Yvette Yong · Canadá                        |
| –49 kg | Daniela Souza · México               | Ibeth Camila Rodríguez · Colombia   | Daniella González · Guatemala · Nivea Barros · Brasil                   |
| –53 kg | Makayla Greenwood Estados Unidos     | Leonor Dias de Lima · Brasil        | Estefanie Yuliena Pedroza · Guatemala · Renata García de León · México  |
| –57 kg | Skylar Park · Canadá                 | Sandy Macedo · Brasil               | Fernanda Aguirre · Chile · Faith Dillon · Estados Unidos                |
| –62 kg | Caroline Santos · Brasil             | Anastasija Zolotic Estados Unidos   | Ashley Kraayeveld · Canadá · Anel Vaitiare Félix · México               |
| –67 kg | Milena Titoneli · Brasil             | Victoria Heredia · México           | Leslie Soltero · México · Melissa Pagnotta · Canadá                     |
| –73 kg | Madelynn Gorman-Shore Estados Unidos | María del Rosario Espinoza · México | Raiany Pereira · Brasil · Raphaella Galacho · Brasil                    |
| +73 kg | Gabriele Siqueira · Brasil           | Briseida Acosta · México            | Gloria Mosquera · Colombia · Katherine Rodríguez · República Dominicana |

## Medallero
| Núm. | País                 | Oro | Plata | Bronce | Total |
| ---- | -------------------- | --- | ----- | ------ | ----- |
| 1    | México               | 4   | 7     | 5      | 16    |
| 2    | Estados Unidos       | 4   | 3     | 3      | 10    |
| 3    | Brasil               | 4   | 2     | 8      | 14    |
| 4    | Colombia             | 2   | 3     | 1      | 6     |
| 5    | Canadá               | 1   | 0     | 5      | 6     |
| 6    | Cuba                 | 1   | 0     | 0      | 1     |
| 7    | Puerto Rico          | 0   | 1     | 0      | 1     |
| 8    | Chile                | 0   | 0     | 5      | 5     |
| 9    | Guatemala            | 0   | 0     | 2      | 2     |
| 9    | República Dominicana | 0   | 0     | 2      | 2     |
| 11   | Costa Rica           | 0   | 0     | 1      | 1     |
|      | TOTAL                | 16  | 16    | 32     | 64    |